# Corona d'Italia

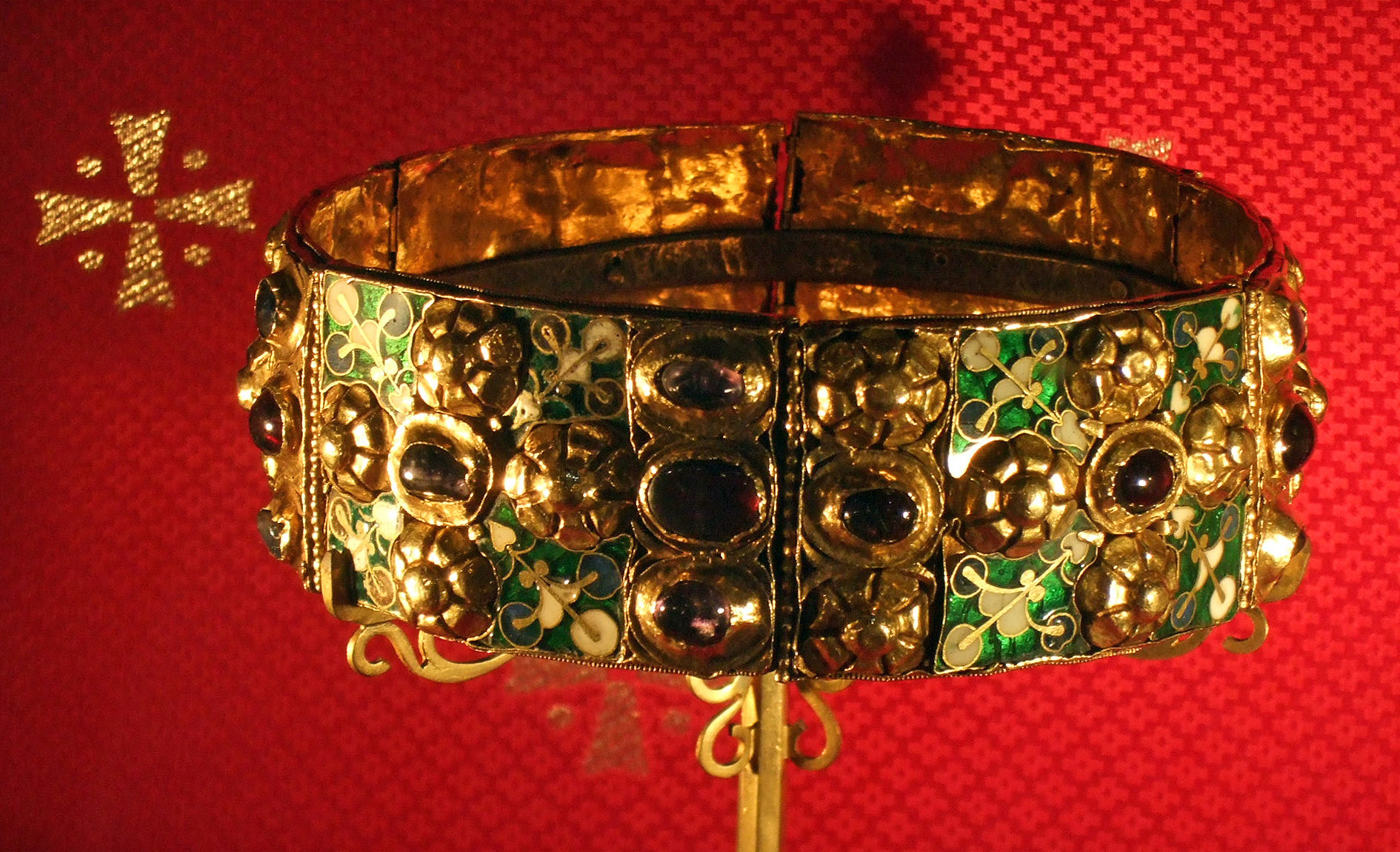
La corona ferrea, Corona Reale d'Italia, conservata nel duomo di Monza.

Nel Regno d'Italia non è mai esistita la cerimonia dell'incoronazione e, quindi, non si è mai resa necessaria la costruzione di una corona di Stato. Tuttavia viene considerata corona d'Italia la corona ferrea, utilizzata però soltanto come emblema e mai indossata dai re d'Italia di Casa Savoia.

## Storia

### Regno di Sardegna

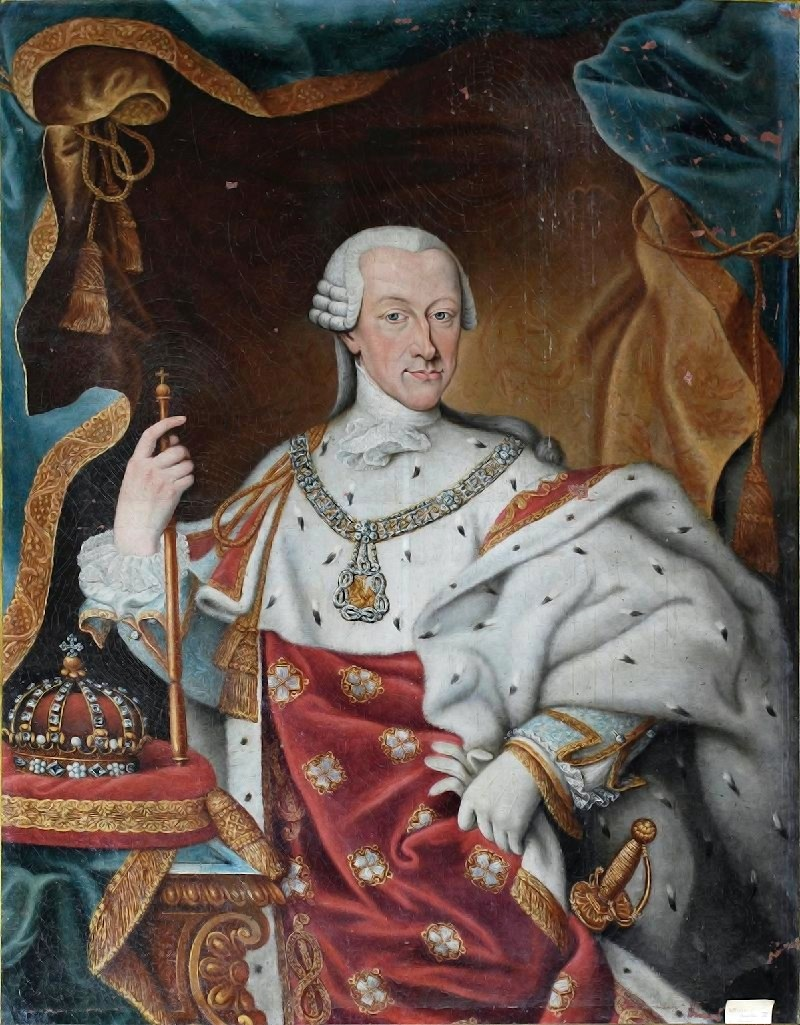
Vittorio Amedeo III con quella che, probabilmente, era l'antica corona del Regno di Sardegna.

Nel Ducato di Savoia (1416-1713) e poi nel Regno di Sardegna (1720-1861) non è mai esistita la cerimonia dell'incoronazione e il regno di un nuovo sovrano iniziava con una cerimonia di giuramento, in quanto gli antichi Stati italiani erano nominalmente anche feudi imperiali e avevano rituali diversi rispetto alle grandi monarchie dell'Europa centrale. Solo durante la breve esperienza come re di Sicilia (1713-1718) Vittorio Amedeo II ebbe un'incoronazione, ma la corona venne poi smantellata, come generalmente accadeva, poco dopo la cerimonia. L'assenza dell'incoronazione derivava anche dalla natura stessa degli Stati sabaudi, che non erano una monarchia centralista (come la Francia), ma una monarchia composita (come la Spagna, nella quale infatti non esiste l'incoronazione).
Tuttavia, una corona sabauda comunque esisteva, ma scomparve alla fine del Settecento a seguito del conflitto contro la Francia rivoluzionaria. Secondo la maggior parte degli storici, la corona fu data in pegno dagli stessi Savoia ad Anversa o a Rotterdam a garanzia di un finanziamento, richiesto per la guerra di difesa contro l'invasione napoleonica, e andò poi perduta. Secondo altri, invece, non lasciò mai Torino e venne rubata dai soldati francesi a seguito della stessa invasione. L'oro e le sue gemme, in ogni caso, furono vendute o riutilizzate. Esistevano inoltre altre corone reali e ducali, che vennero esposte durante funerali o durante varie cerimonie sabaude fin dal XVI secolo, ma si trattava di corone puramente cerimoniali non pensate per essere indossate, realizzate in legno dorato o in altri materiali non preziosi.

### Unità d'Italia

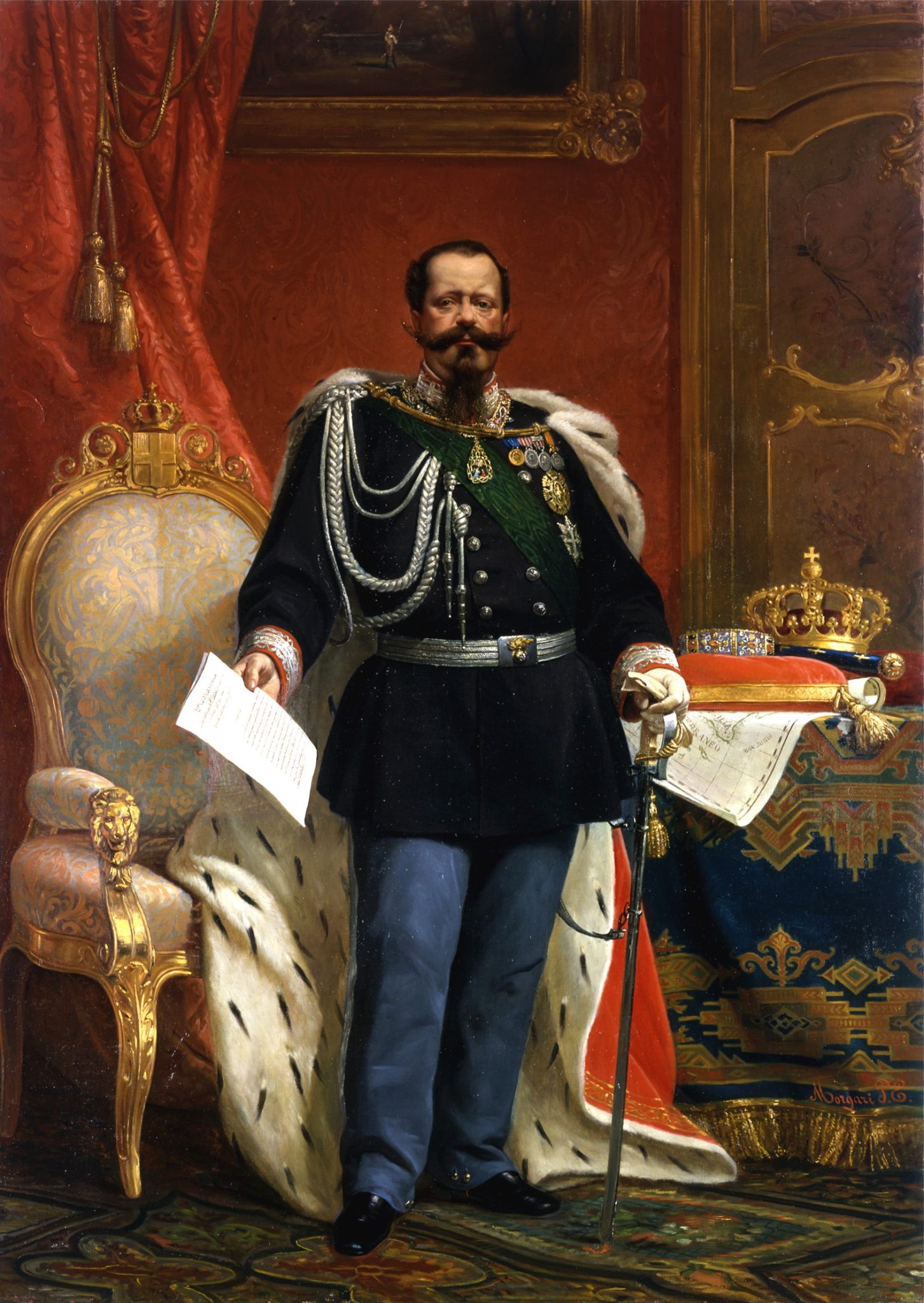
Vittorio Emanuele II ritratto con, a fianco, la corona ferrea e la corona reale di Savoia.

Nel 1861, alla proclamazione dell'unità d'Italia, Vittorio Emanuele II decise che la corona nazionale avrebbe dovuto essere la storica corona ferrea, che era stata per secoli la corona dei re d'Italia. Tuttavia, alcuni ritennero la corona ferrea poco patriottica e non adatta a essere la corona della nuova Italia unita in quanto era stata utilizzata per molto tempo da sovrani stranieri e perché era considerata una reliquia (a causa della presenza, al suo interno, di un presunto chiodo della croce di Cristo). Specialmente quest'ultimo particolare ne sconsigliava l'uso, a causa dei forti dissidi che il processo di unificazione dell'Italia aveva creato fra Casa Savoia e la Chiesa.
Comunque tale corona, che era stata usata da ultimi per l'incoronazione di Napoleone Bonaparte nel 1805 come re d'Italia e di Ferdinando d'Asburgo nel 1838 come re del Lombardo-Veneto, nel 1861 non era materialmente in possesso di Vittorio Emanuele II, ma era stata portata a Vienna dagli austriaci e sarebbe stata restituita all'Italia soltanto nel 1866, con la cessione delle province venete e la definitiva rinuncia degli Asburgo al Regno Lombardo-Veneto.
Nel 1861 il capitano viterbese Angelo Angelucci pubblicò allora il progetto di una nuova corona, che incontrò il favore di molti. Nello stesso anno, poi, la città di Torino e successivamente nel 1869 la città di Napoli donarono a Vittorio Emanuele II due corone trionfali, realizzate con fronde di quercia e di alloro in oro. Tali corone furono trafugate, insieme ad altri gioielli, dal Palazzo Reale di Torino nella notte fra il 16 e il 17 agosto 1885, e successivamente furono realizzate delle repliche in bronzo.
Fra il 1861 e 1862 il quotidiano fiorentino Lo Zenzero aprì una sottoscrizione per raccogliere fondi per la realizzazione di una nuova corona. Nel 1862, tuttavia, lo stesso giornale dovette rinunciare al proposito, commentando che: «Il Gonfaloniere di Firenze, presidente di una Commissione Promotrice, deliberava l'anno passato una Corona al Re d'Italia, facendo appello a tutti i municipii italiani onde concorressero con i suoi amministrati, per mezzo di volontarie offerte, ad accumulare la somma necessaria per adempiere a questo dovere». Nonostante una discreta somma raccolta, il quotidiano informò che la corona non era stata realizzata, pare «per vergognose gelosie municipali, e per incuria di coloro che tutto pospongono allo interesse e all'ambizione personale». Nel frattempo, la città di Perugia fece realizzare uno stipo per custodire la corona, ancora oggi visibile a Palazzo Pitti a Firenze.
Dietro all'insuccesso di tali progetti, comunque, c'era la convinzione di Vittorio Emanuele II che la vera corona d'Italia avrebbe dovuto essere quella ferrea. Anche se il sovrano dovette rinunciare a farsi incoronare con essa, volle che la corona ferrea fosse presente nei suoi ritratti ufficiali, come in quello realizzato da Paolo Emilio Morgari nel 1874 e oggi conservato a Villa della Regina. Alla sua morte, nel 1878, la corona ferrea fu portata a Roma ed esposta al Pantheon. La lapide sepolcrale del re è decorata da una sua rappresentazione.
Anche Umberto I, figlio di Vittorio Emanuele II, avrebbe voluto essere incoronato con la storica corona ferrea. Tuttavia il clima politico italiano nel 1878, quando ascese al trono, era tutt'altro che favorevole: non si erano sopiti, infatti, i forti contrasti fra Casa Savoia e la Chiesa, e in generale con i cattolici in Italia, a seguito della presa di Roma, e si ritenne quindi che la scelta migliore sarebbe stata non utilizzare una reliquia per un'eventuale incoronazione, che infatti non ci fu. Umberto I, però, inserì la corona ferrea nello stemma reale e nel 1896 donò al duomo di Monza, città in cui amava risiedere, la teca in vetro blindato dove è tuttora custodita. Alle sue esequie, nel 1900, venne esposta la corona ferrea e la sua tomba al Pantheon ne reca, davanti, una copia bronzea.
Vittorio Emanuele III e Umberto II non vollero alcuna cerimonia di incoronazione, anche in considerazione delle circostanze luttuose in cui entrambi salirono al trono.

### XXI secolo
Nel dicembre 2017, in occasione della cerimonia funebre per la tumulazione delle spoglie del re Vittorio Emanuele III e della regina Elena al santuario di Vicoforte, venne realizzata una corona reale di Savoia. Si tratta della prima corona mai forgiata in Italia a norma di quanto stabilito nel regio decreto del 1º gennaio 1890, prima del 2017 solamente raffigurata su disegni e documenti. La corona venne poi utilizzata per la tumulazione di Amedeo di Savoia-Aosta presso la cripta reale della basilica di Superga il 1º luglio 2021. A fine 2021 anche Emanuele Filiberto di Savoia fece realizzare una riproduzione della corona reale di Savoia.

## Regolamentazione

Rappresentazione della Corona Reale di Savoia.

La regolamentazione della corona d'Italia è presente nel regio decreto del 1º gennaio 1890, il quale stabilisce che:
- Art. 43.

Le Corone della Reale Famiglia hanno tutte la stessa base d'un cerchio d'oro coi margini cordonati, fregiato con otto grossi zaffiri (cinque visibili) attorniati ciascuno da dodici gemme, cioè: quattro diamanti alternati con altrettanti rubini ed altrettanti smeraldi: i zaffiri sono divisi da otto nodi di Savoia (quattro visibili) d'oro a sbalzo. Il cerchio è sormontato da quattro foglie d'acanto d'oro (tre visibili) caricate, in cuore, d'una perla; separate da quattro crocette di Savoia (due visibili) smaltate di rosa e ripiene di bianco, pomate con quattro perle ed accostate, ciascuna, da due perle collocate sopra una piccola punta; il tutto movente dal margine superiore del cerchio.
- Art. 44.

Il Re usa due corone; quella Reale di Savoia e quella Reale d'Italia.
- Art. 45.

La Corona Reale di Savoia è chiusa da otto vette d'oro (cinque visibili) moventi dalle foglie e dalle crocette, riunite, con doppia curvatura, sulla sommità, fregiate all'esterno da grosse perle decrescenti dal centro e sostenenti un globo d'oro cerchiato, cimato come Capo e Generale Gran Maestro dell'Ordine dei SS. Maurizio e Lazzaro da una crocetta d'oro, trifogliata, movente dalla sommità del globo.
- Art. 50

Le corone del Re, della Regina e del Principe Reale ereditario sono foderate di un tocco di velluto chermisino.
- Art. 51.

La Corona Reale d'Italia è quella detta Corona di Ferro che si conserva nel Real Tesoro della Cattedrale di Monza.

## Galleria d'immagini

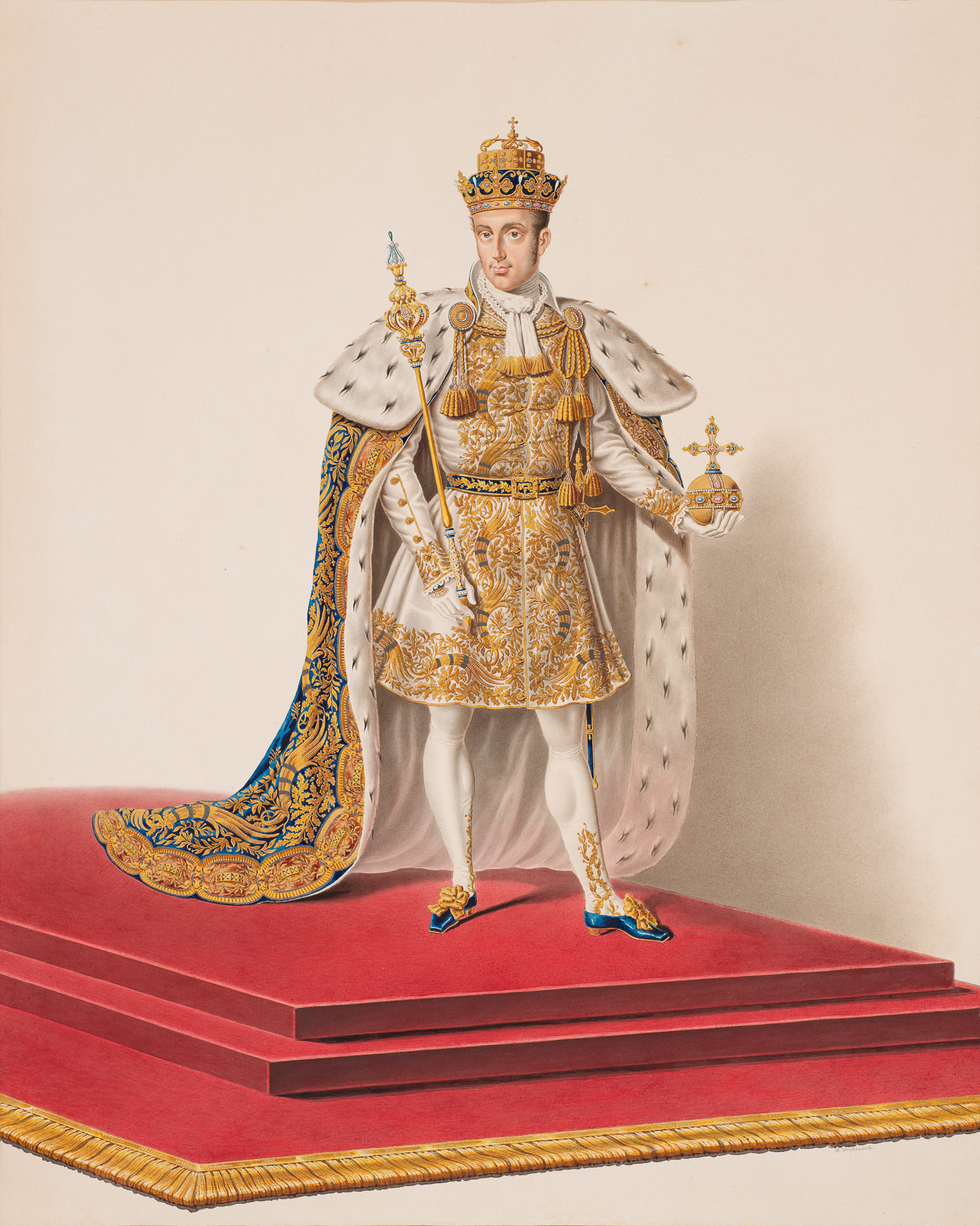
La corona ferrea ha un diametro interno di appena 15 centimetri ed è perciò inindossabile da un adulto, per le incoronazioni veniva montata sopra altri copricapi, come in questa immagine di Ferdinando d'Asburgo.
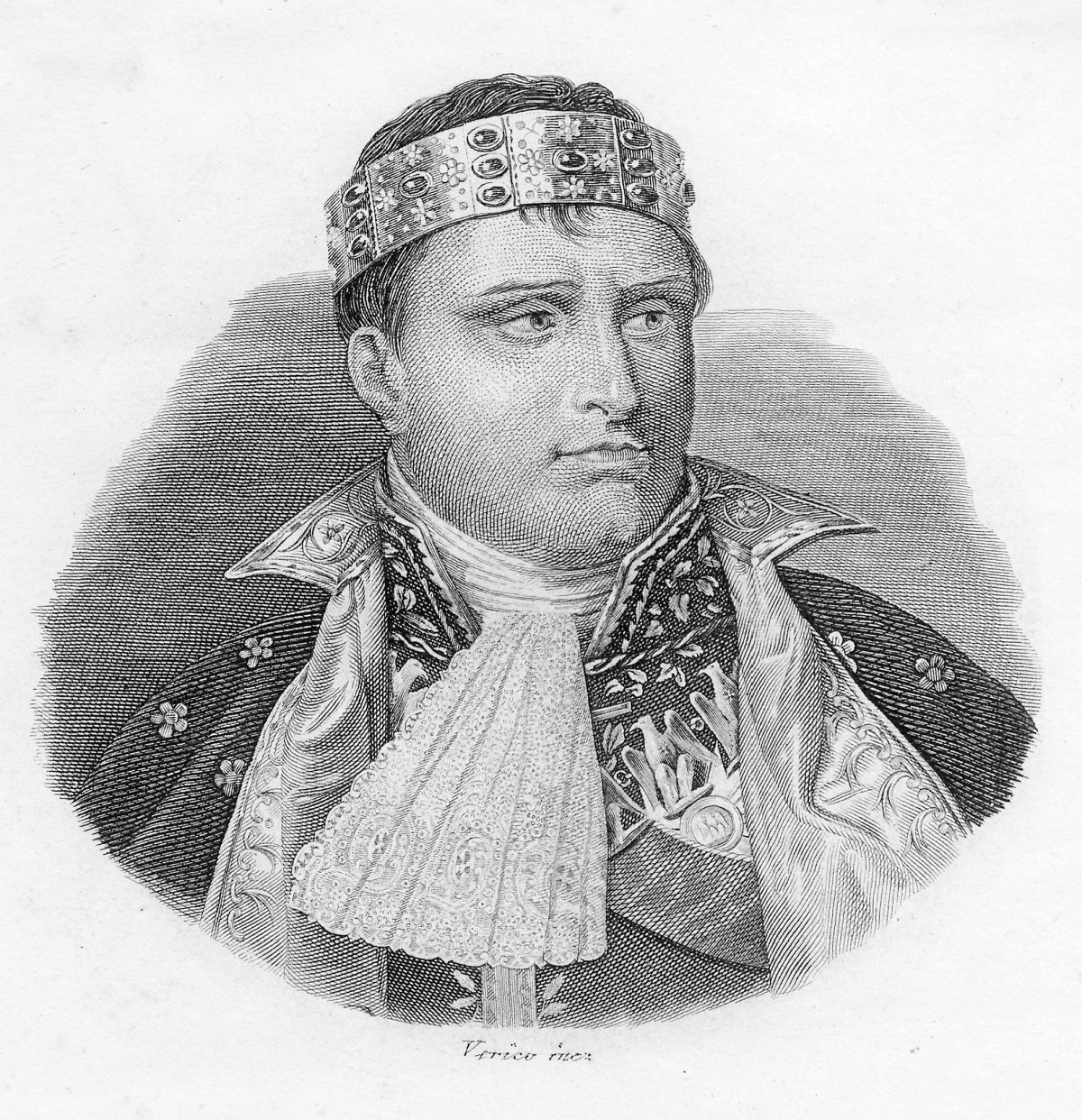
Come detto, la corona ferrea è inindossabile. Napoleone si limitò a sollevarla ritualmente sopra la testa (l'immagine di Napoleone con la corona in testa è, pertanto, un falso storico).
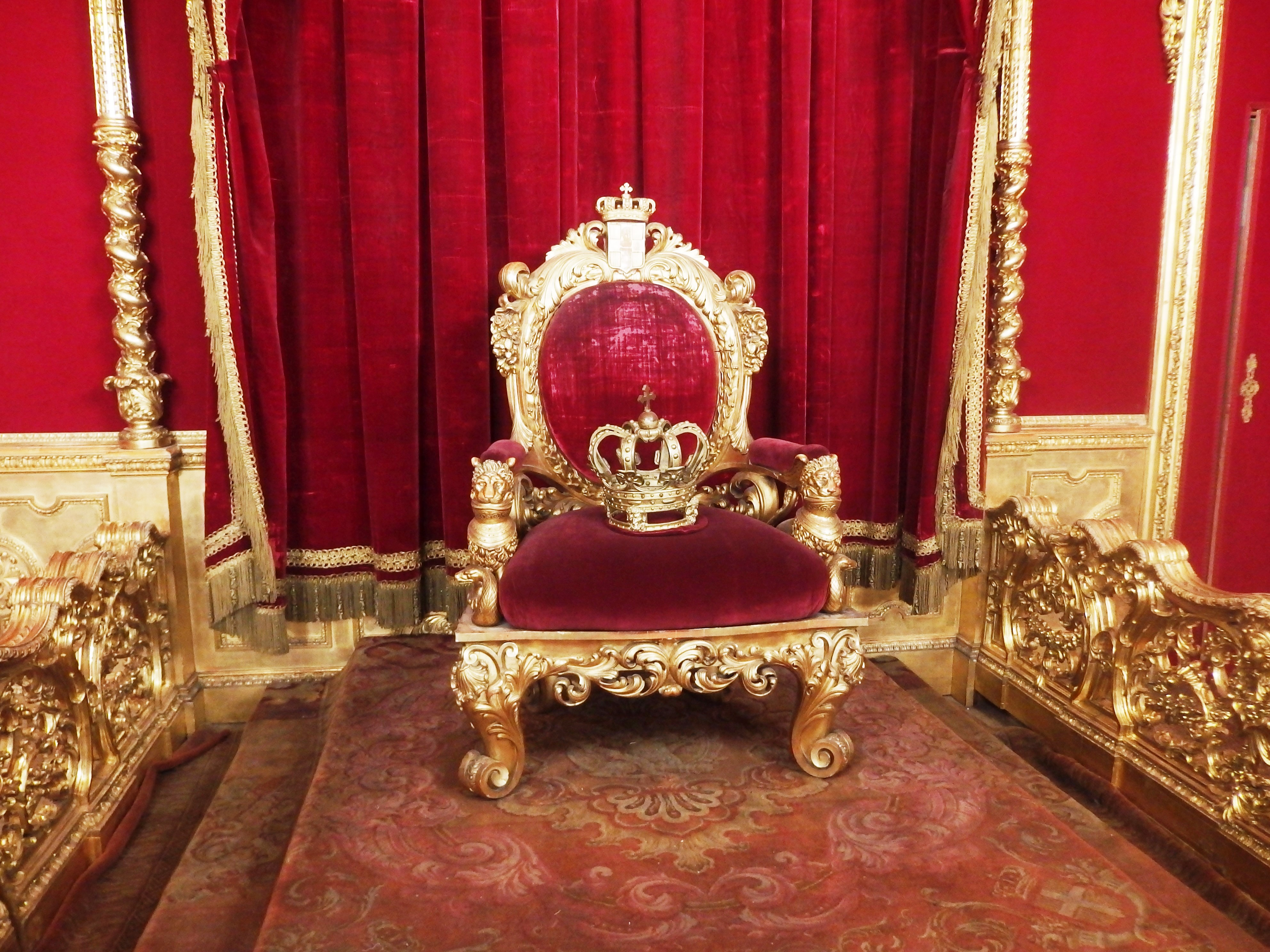
Corona cerimoniale in legno dorato risalente all'inizio del XIX secolo, conservata presso il Palazzo Reale di Genova.
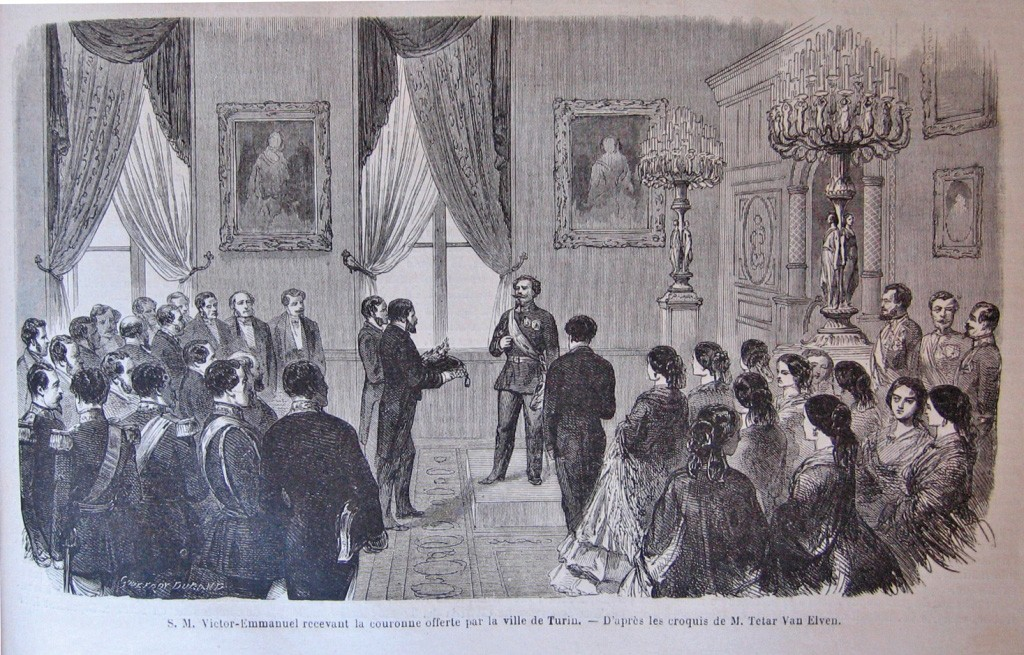
Vittorio Emanuele II riceve la corona di alloro offertagli dalla città di Torino.
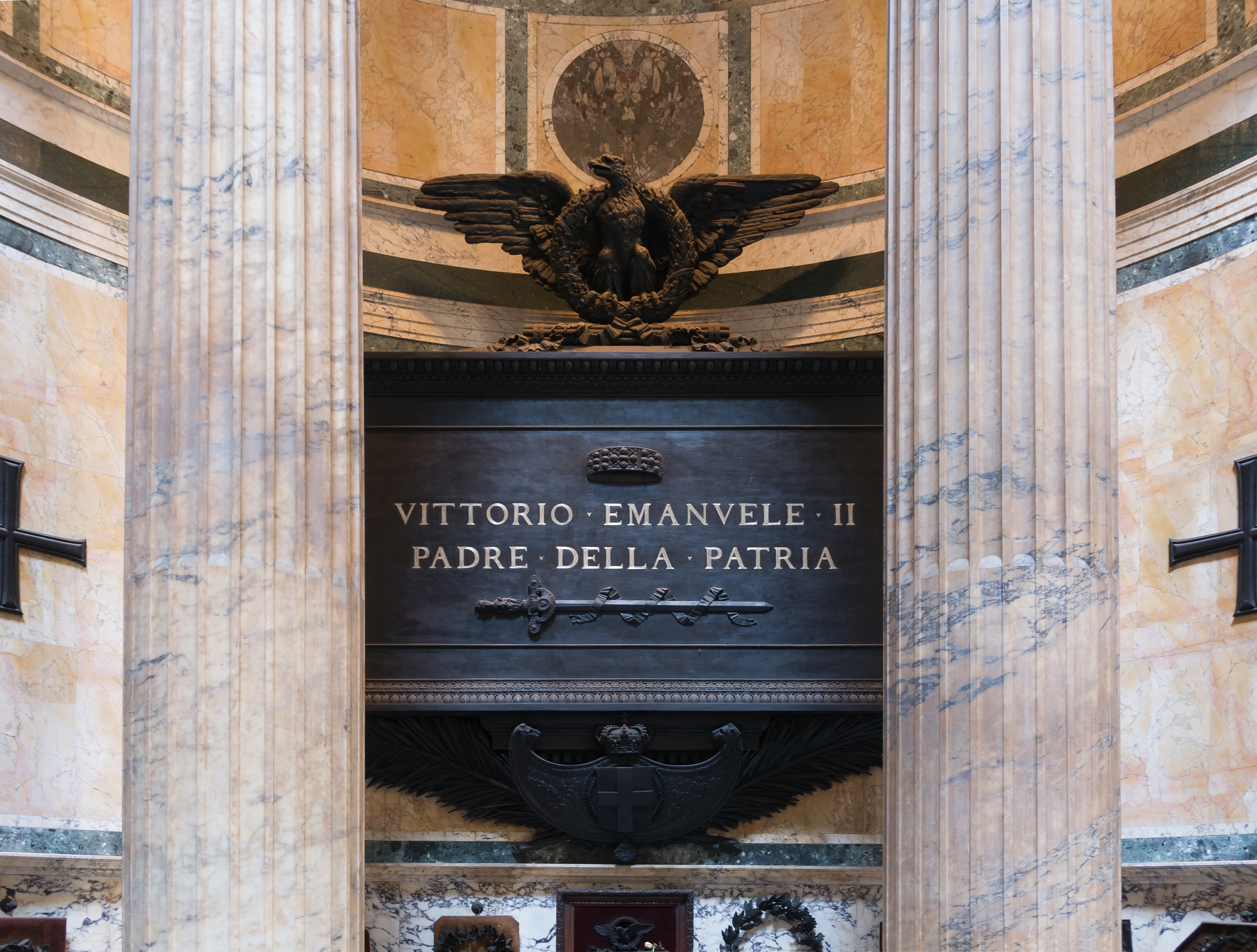
La corona ferrea rappresentata sulla tomba di Vittorio Emanuele II.
Lo stemma sabaudo con la corona ferrea posta sopra l'elmo.
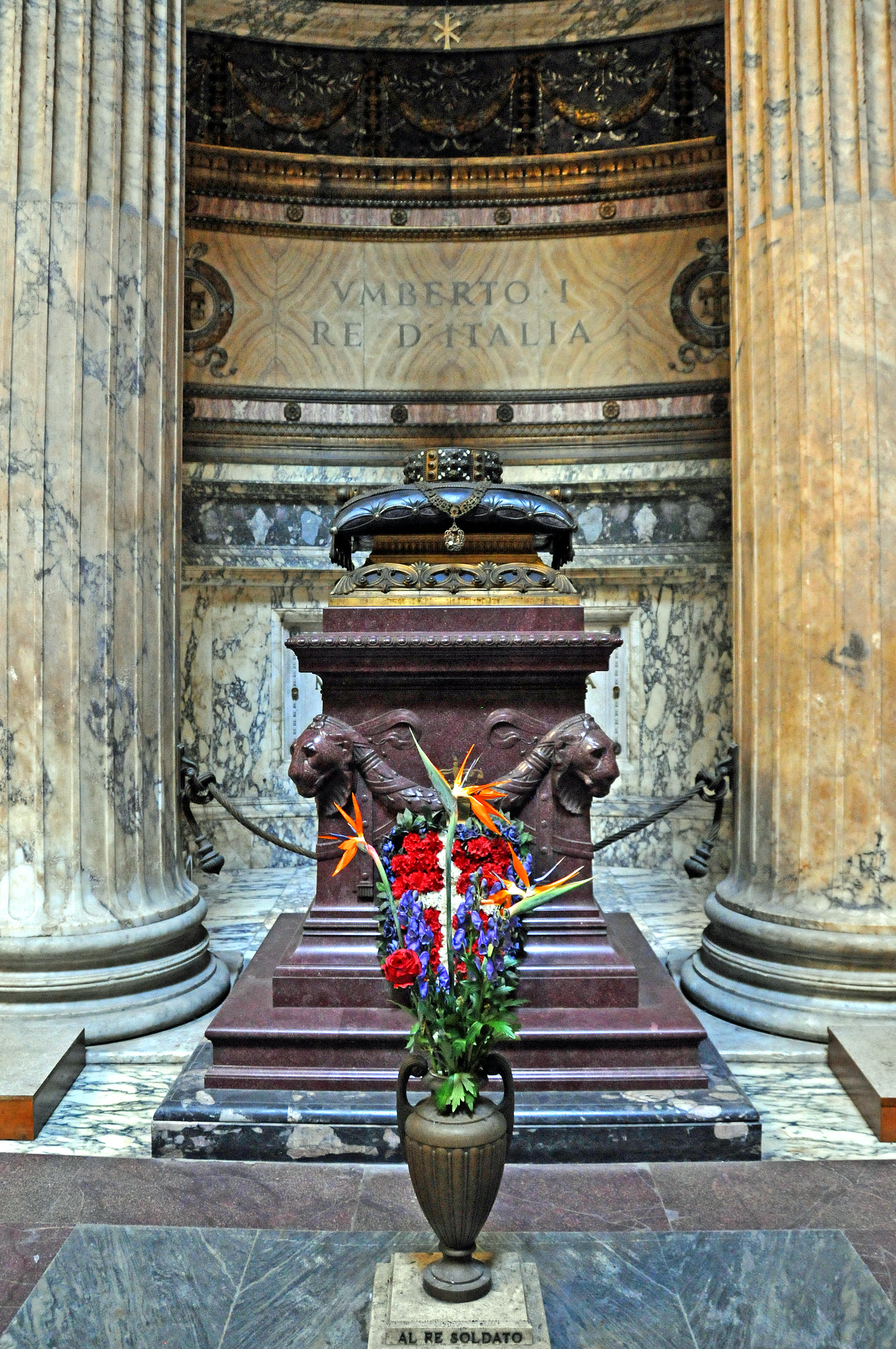
La copia della corona ferrea posta davanti alla tomba di Umberto I.
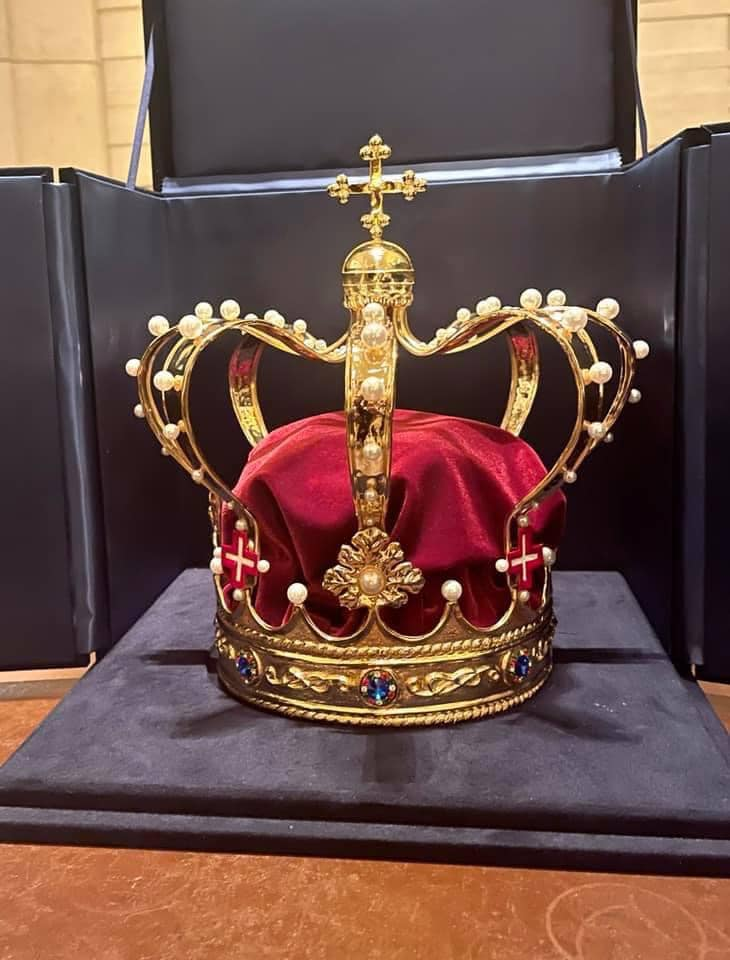
Una realizzazione contemporanea della corona reale di Savoia.